# Madoqua
Genre
Les dik-diks (du genre Madoqua) sont des antilopes naines, qui mesurent à l'épaule de 30 à 43 cm. Le nom « dik-dik » vient du bruit qu'ils font lorsqu'ils sont en danger. Les dik-diks pèsent de 3 à 5 kg. Ils ont un museau allongé, et une légère fourrure qui est grise sur le dos, et blanche au niveau du ventre. Sur le haut du crâne, le pelage forme une touffe droite, qui cache parfois partiellement les cornes courtes du mâle. Le dik-dik de Swayne est le plus petit dik-dik.

## Liste des espèces
Le genre Madoqua comprend quatre espèces :
- Madoqua guentheri Thomas, 1894 – dik-dik de Günther
- Madoqua kirkii (Günther, 1880) – dik-dik de Kirk
- Madoqua piacentinii Drake-Brockman, 1911 – dik-dik argenté
- Madoqua saltiana (Desmarest, 1816) – dik-dik de Salt

## Caractéristiques physiques

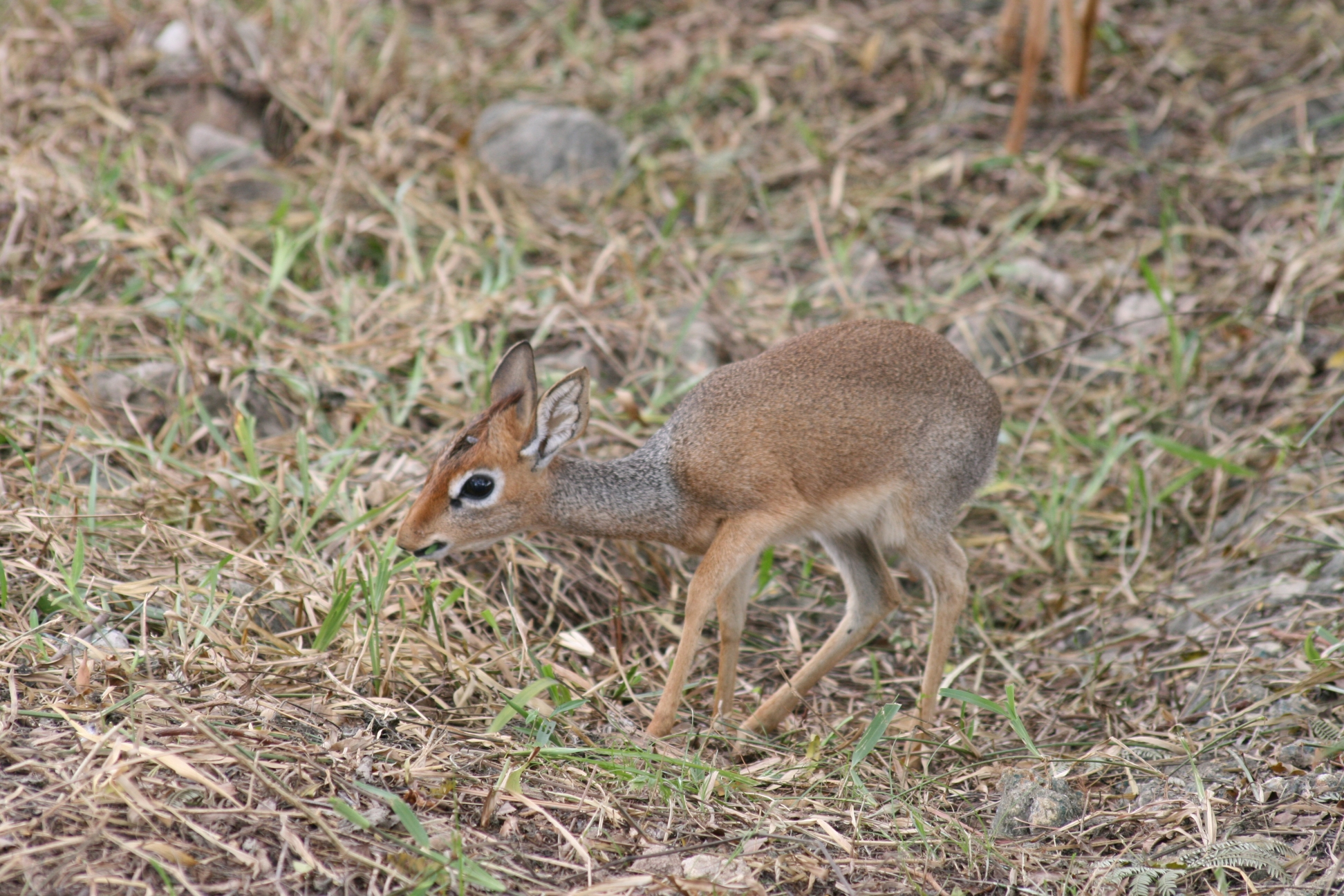
Dik dik

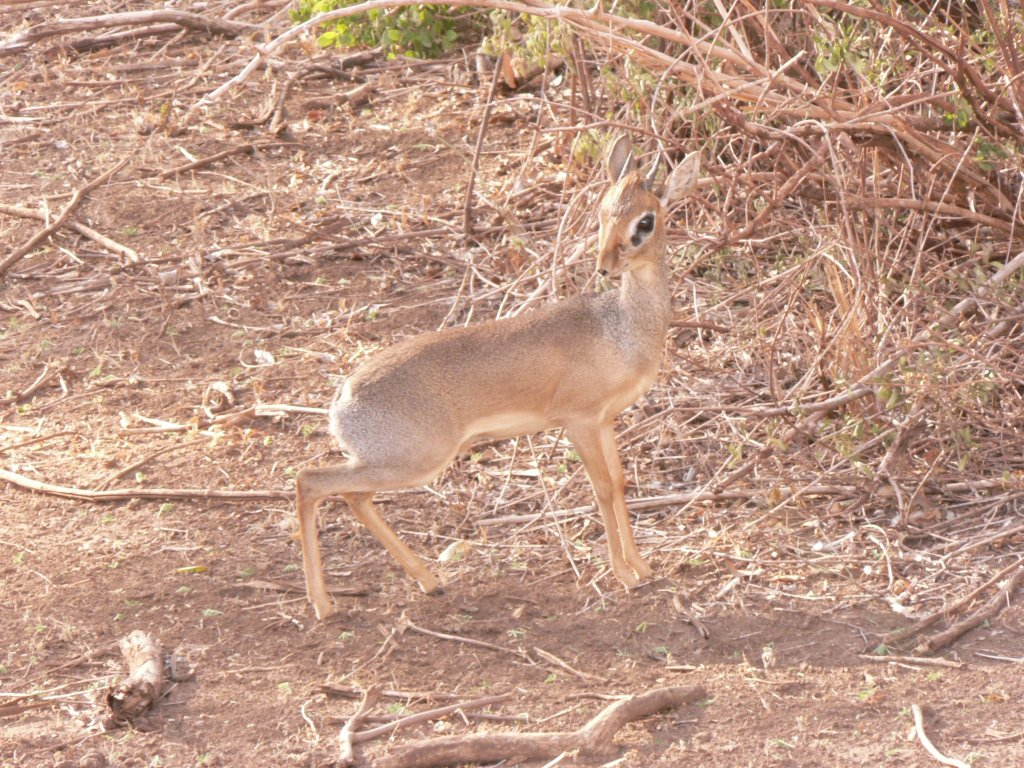
Dik dik - Tanzanie

Les femelles sont légèrement plus larges que les mâles. Ces derniers ont des cornes assez courtes, qui mesurent 3 à 7,5 cm, inclinées vers l'arrière. La tête du dik-dik semble parfois disproportionnée par rapport au petit corps de l'animal. Le haut du corps est gris-brun, alors que la partie ventrale et les pattes sont brun clair. Beaucoup de dik-diks ont un anneau de couleur pâle autour de l'œil.

## Habitat
Les dik-diks vivent principalement en Afrique de l'est. Ils préfèrent les habitats où l'herbe et les arbustes comestibles sont abondants, toutefois leur mets favori est le feuillage. Ils vivent dans de grandes plaines parmi d'autres herbivores comme les girafes et les antilopes. Ils peuvent aussi vivre dans des forêts denses, mais ils nécessitent une bonne couverture contre les prédateurs, et une faible quantité de grandes plantes. En effet, ils se déplacent dès que l'herbe devient trop grande et les empêche de voir. Ils doivent aussi disposer de cachettes, afin d'échapper aux prédateurs. Ils profitent des pistes créées par l'homme pour bloquer les autres dik-diks, spécialement les femelles.

## Comportement
Les dik-diks vivent en couple monogame dans un territoire fixe de 0,05 km2 (5 hectares ou 50 000 m2). Ils sont le plus souvent des animaux semi-nocturnes, se nourrissant la nuit, le plus souvent avant l'aube et après le crépuscule. Ils vivent toute leur vie avec le même compagnon. Certaines légendes africaines rapportent que si l'un des deux meurt, l'autre mourra de chagrin. À la naissance, les faons pèsent environ 0,7 kg. Ils atteignent l'âge adulte entre 6 et 8 mois.
Les dik-diks présentent un comportement assez unique face à un prédateur terrestre trop proche pour qu'ils puissent le fuir en toute sécurité : ils s'immobilisent face à lui, et lorsque le prédateur attaque, ils se bornent à l'esquiver en faisant un démarrage rapide suivi d'une nouvelle immobilisation.
Le manège dure jusqu'à ce que le prédateur se décourage, ce qui peut prendre plusieurs minutes avec un jeune prédateur inexpérimenté...

## Régime alimentaire
Les dik-diks sont des animaux herbivores, se nourrissant de feuilles, de pousses, de fruits et de baies. Les dik-diks consomment ainsi suffisamment d'eau pour leur éviter de boire. La forme allongée de leur tête leur permet de manger les feuilles d'acacia sans se faire piquer par ses épines, et permettant aussi de rester à l'affût d'éventuels prédateurs alors qu'ils se nourrissent.

## Prédateurs
Les dik-diks peuvent courir jusqu'à 50 km/h. Petits, vifs, ils disparaissent et se cachent facilement dans un milieu boisé, ce qui rend la chasse difficile aux différents prédateurs.
Ils sont chassés par le varan, l'aigle, le python, le caracal, le lion, le léopard, le guépard, la hyène, le lycaon, le chacal et l'homme (fait partie du régime alimentaire des hadza par exemple).